# Щербаков, Александр Павлович
Алекса́ндр Па́влович Щербако́в (1923—1994) — участник Великой Отечественной войны, командир отделения 112-го армейского инженерного батальона 37-й армии, ефрейтор, Герой Советского Союза (1943).

## Биография
Родился 17 марта 1923 года в селе Лозовая Павловка Алчевского района Луганского округа Донецкой губернии УССР, ныне город Брянка Луганской области Украины (по другим данным — в посёлке Перевальск). Русский.
Окончил 9 классов. В Красной армии — с августа 1941 года. Участник Великой Отечественной войны, службу начал красноармейцем в 29-м запасном артиллерийском полку в Пензе.
С апреля 1946 года младший лейтенант А. П. Щербаков находился в запасе. Жил в Литовской ССР, с августа 1947 года служил старшим инспектором отдела в Министерстве внутренних дел республики. В 1948—1949 годах был начальником Смалининкайского волостного отделения милиции в Юрбаркском районе. После окончания в 1949 году курсов переподготовки оперативного состава МВД служил в МВД Литовской ССР:
- оперативным уполномоченным отдела кадров (1949—1952);
- начальником мобилизационного отделения (1952—1962);
- заместителем командира конвойного отряда по тылу (1962—1964).

С ноября 1964 года подполковник интендантской службы А. П. Щербаков находился в запасе. Жил в городе Вильнюсе, с 1974 года — в Москве. Трагически погиб 22 ноября 1994 года. Похоронен на Троекуровском кладбище в Москве.

## Награды
- Указом Президиума Верховного Совета СССР от 20 декабря 1943 года[3] за мужество и героизм, проявленные в боях, ефрейтору Щербакову Александру Павловичу присвоено звание Героя Советского Союза с вручением ордена Ленина и медали «Золотая Звезда».

- Также награждён орденами Отечественной войны 1-й (11.03.1985) и 2-й (22.09.1943) степеней, Славы 3-й степени (29.02.1944), медалью «За боевые заслуги» (25.06.1954) и другими медалями.